# Ademir da Guia
Ademir da Guia (* 3. April 1942 in Rio de Janeiro) ist ein ehemaliger brasilianischer Fußballspieler und heutiger Politiker.

## Karriere

### Vereinskarriere
Ademir da Guia begann mit dem Fußballspielen in seiner Jugend bei den beiden Vereinen Ceres FC und Bangu AC. 1960 wurde er von letzterem Verein in die Profimannschaft aufgenommen. Der Sohn von Domingos da Guia, dreißig-facher brasilianischer Nationalspieler und WM-Teilnehmer 1938, spielte fortan ein Jahr bei dem kleineren Verein, für den einst schon sein Vater gespielt hatte. Sechs Spiele in der brasilianischen Meisterschaft machte er während dieser Zeit. 1961 wurde er von Palmeiras São Paulo unter Vertrag genommen. Hier konnte sich der Mittelfeldspieler schnell durchsetzen und avancierte zur Stammkraft. Insgesamt holte er mit Palmeiras zwischen 1962 und 1977 sieben Mal die brasilianische Fußballmeisterschaft, wobei 1967 gleich zwei Titel gewonnen wurden. Zum einen war man siegreich in der Taça Brasil, zum anderen gewann man auch das Torneio Roberto Gomes Pedrosa, das in seinen vier Ausgaben von 1967 bis 1970 parallel zur Taça Brasil einen zweiten Landesmeister ermittelte, der vom brasilianischen Fußballverband auch als solcher anerkannt wurde. da Guia gewann das Turnier mit Palmeiras zweifach, womit der Club Rekordsieger dieses Wettbewerbes ist, der FC Santos und Fluminense Rio de Janeiro siegten je einmal.
1972 wurde Palmeiras der zweite Meister der vor einem Jahr gegründeten Série A als höchste Spielklasse in Brasilien. Im Jahr darauf wurde man erneut Meister. Durch die Erfolge auf nationaler Ebene spielte Ademir da Guia mit Palmeiras auch oftmals in der Copa Libertadores, dem wichtigsten Fußballwettbewerb für Vereinsmannschaften in Südamerika. Der größte Erfolg im Libertadores-Cup gelang 1968, als man das Finale erreichte und vorher bereits Club Guaraní aus Paraguay und Universidad Católica aus Chile in der Gruppenphase sowie Peñarol Montevideo aus Uruguay im Halbfinale bezwang. Im Endspiel unterlag man dann aber dem argentinischen Vertreter Estudiantes de La Plata. Nachdem Estudiantes in La Plata 2:1 gewonnen hatte, konnte Palmeiras das Rückspiel im Estádio do Pacaembu mit 3:1 gewinnen und wäre nach heutigen Regeln, sprich der besseren Tordifferenz, Libertadores-Gewinner gewesen. Da dies damals noch nicht interessierte, war ein Entscheidungsspiel nötig, das Estudiantes in Montevideo 2:0 gewann. Ademir da Guia wurde in allen drei Finalspielen eingesetzt, ein Torerfolg sprang nicht heraus.
Im Verlauf seiner Karriere machte Ademir da Guia insgesamt 901 Spiele im Trikot von Palmeiras. Dabei erzielte er 153 Tore. Seine Laufbahn beendete er 1977 im Alter von 35 Jahren. Später wurde er Politiker und wurde 2004 für die Legislaturperiode 2005 bis 2008 in den Stadtrat von São Paulo gewählt. Dabei gehörte er zunächst dem Partido Comunista an, später dem Partido Liberal.

### Nationalmannschaft

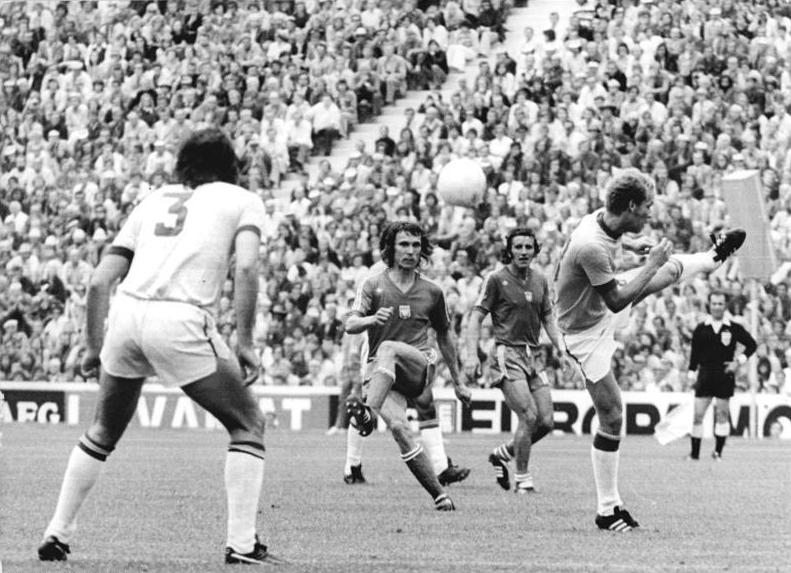
Ademir da Guia (rechts) beim Spiel gegen Polen 1974

Ademir da Guia kam insgesamt zu neun Länderspielen in der brasilianischen Nationalmannschaft. Die ersten sechs Einsätze entfielen auf das Jahr 1965, die restlichen drei auf 1974. Im gleichen Jahr stand er im brasilianischen Kader für die Weltmeisterschaft in Deutschland. Bei dem Weltchampionat kam er jedoch nur einmal zum Einsatz. Währenddessen erreichte die brasilianische Auswahl durch einen zweiten Rang in der Zwischenrunde das Spiel um Platz drei gegen Polen, wo da Guia im Rahmen der 0:1-Niederlage in München sein einziges Turnierspiel machte. Die Partie gegen Polen war zugleich sein letztes Spiel im Nationaldress, nach neun Spielen endete für ihn das Kapitel Nationalteam nach der Weltmeisterschaft.

## Erfolge
Palmeiras
- Torneio Rio-São Paulo: 1965
- Torneio Roberto Gomes Pedrosa: 1967
- Taça Brasil: 1967